# 太平楽
太平楽（たいへいらく）は、雅楽の唐楽の曲名の一つ。武将破陣楽、武昌太平楽、項荘鴻門曲、巾舞などの別名がある。左方の武舞の代表的演目である。
文徳天皇が内裏に移る際、左近衛府が作り、舞は常陸澄継が作ったと伝わる。三曲を合わせて府装楽と号したともいう。また、項羽と劉邦が会見した鴻門の会で舞われた剣舞が由来とする説もある。
曲調は太食調である。舞楽の構成としては、道行は朝小子（ちょうこし）、破は武昌楽（ぶしょうらく）、急は合歓塩（がっかえん）の3曲を用いて一具とする。舞人は4人。具体的には、笙の響きで始まる前奏曲「太食調調子」の後、道行として朝小子が演奏され、舞人は舞台に登るときの所作である出手を舞う。続く武昌楽の途中からは鉾を持って舞い、合歓塩の後半では太刀を抜く。最後は合歓塩を途中から再奏する重吹で終わる。番舞としては陪臚とセットで用いられる。また、管絃には朝小子・武昌楽・合歓塩という3つの独立した曲がある。
明治天皇の即位の大礼（1867年）以来、大饗の第2日目において、武舞の代表として萬歳楽と共に舞われることになった。
この曲が悠長な曲とされたところから、「太平楽」の語はここから転じて、好き放題に言うことや、のんきに構えていることなどを言うこともある。